# Mononychus punctumalbum
Mononychus punctumalbum är en skalbaggsart som först beskrevs av Herbst 1784.  Mononychus punctumalbum ingår i släktet Mononychus, och familjen vivlar. Arten har ej påträffats i Sverige.

## Bildgalleri

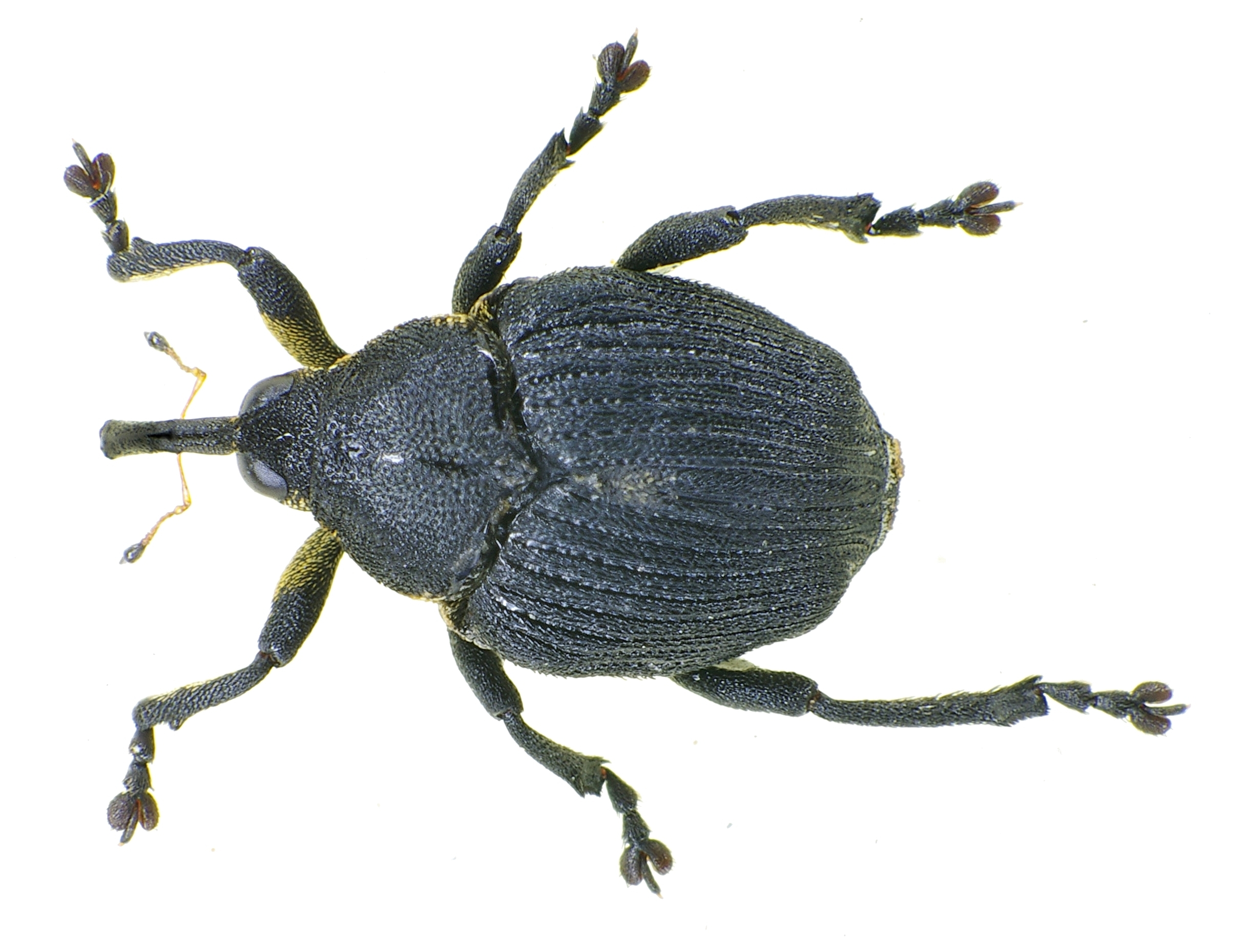
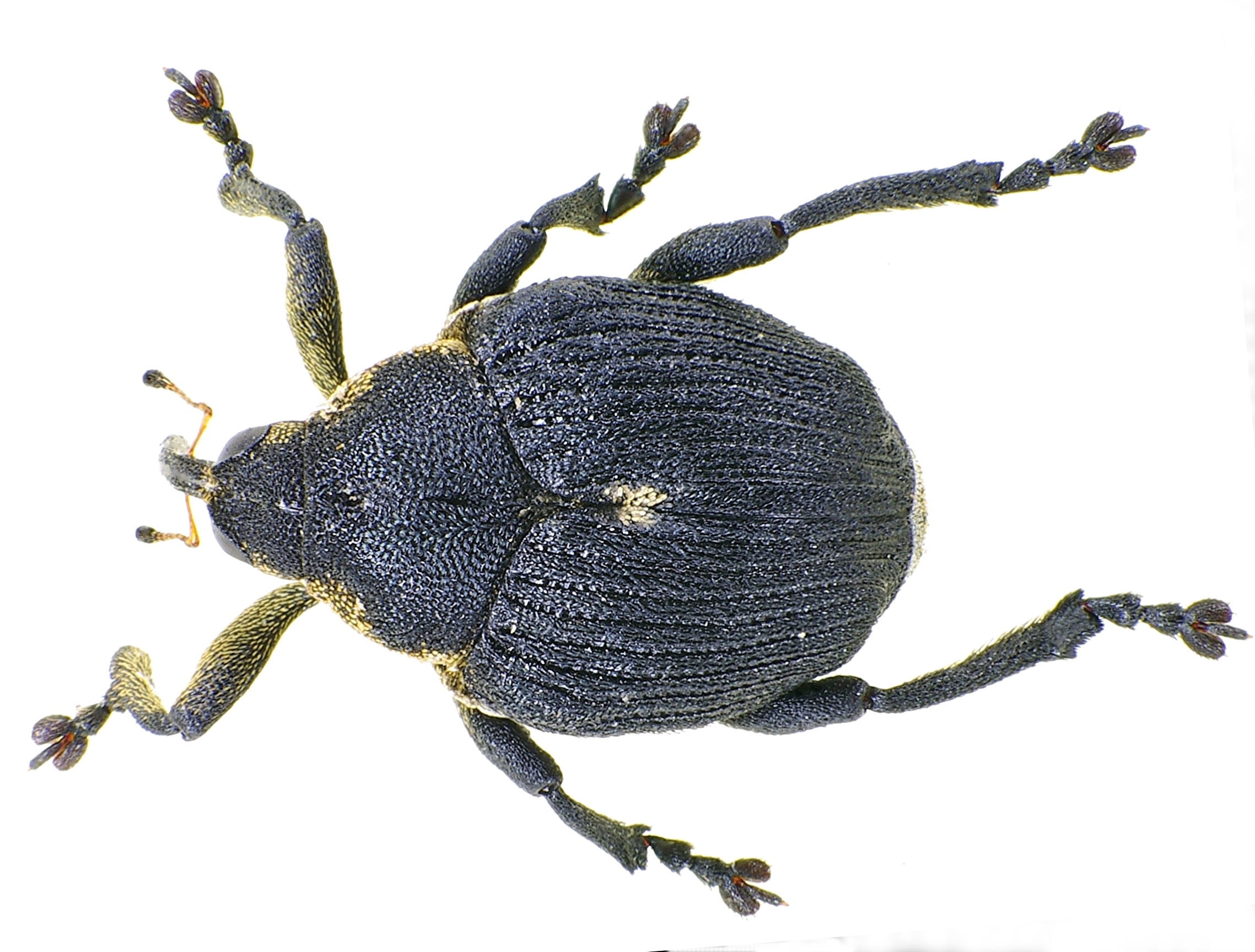
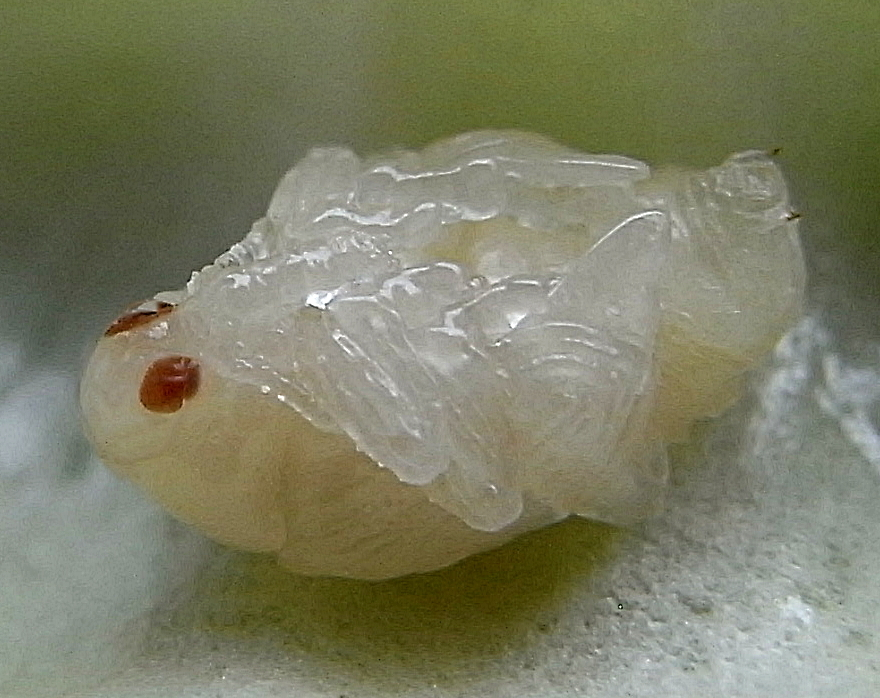
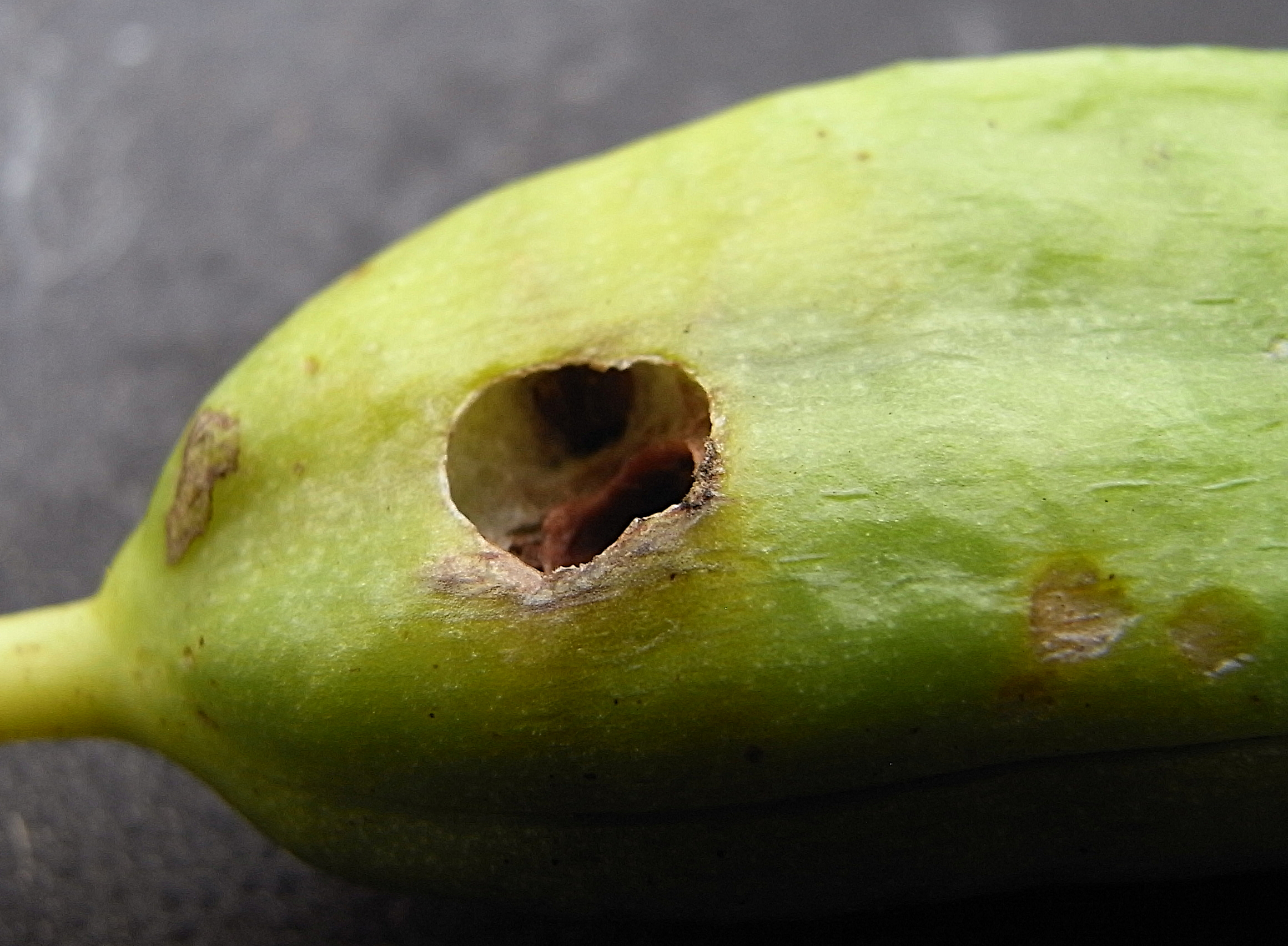
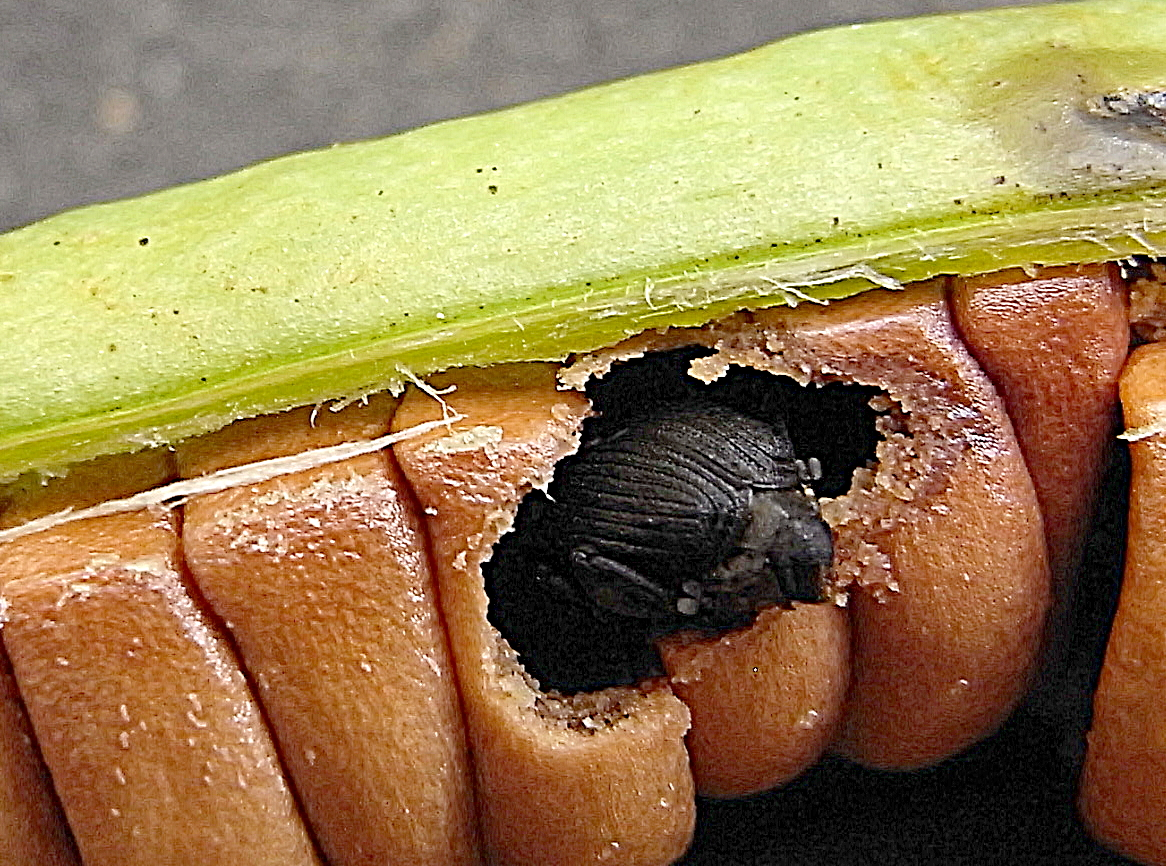
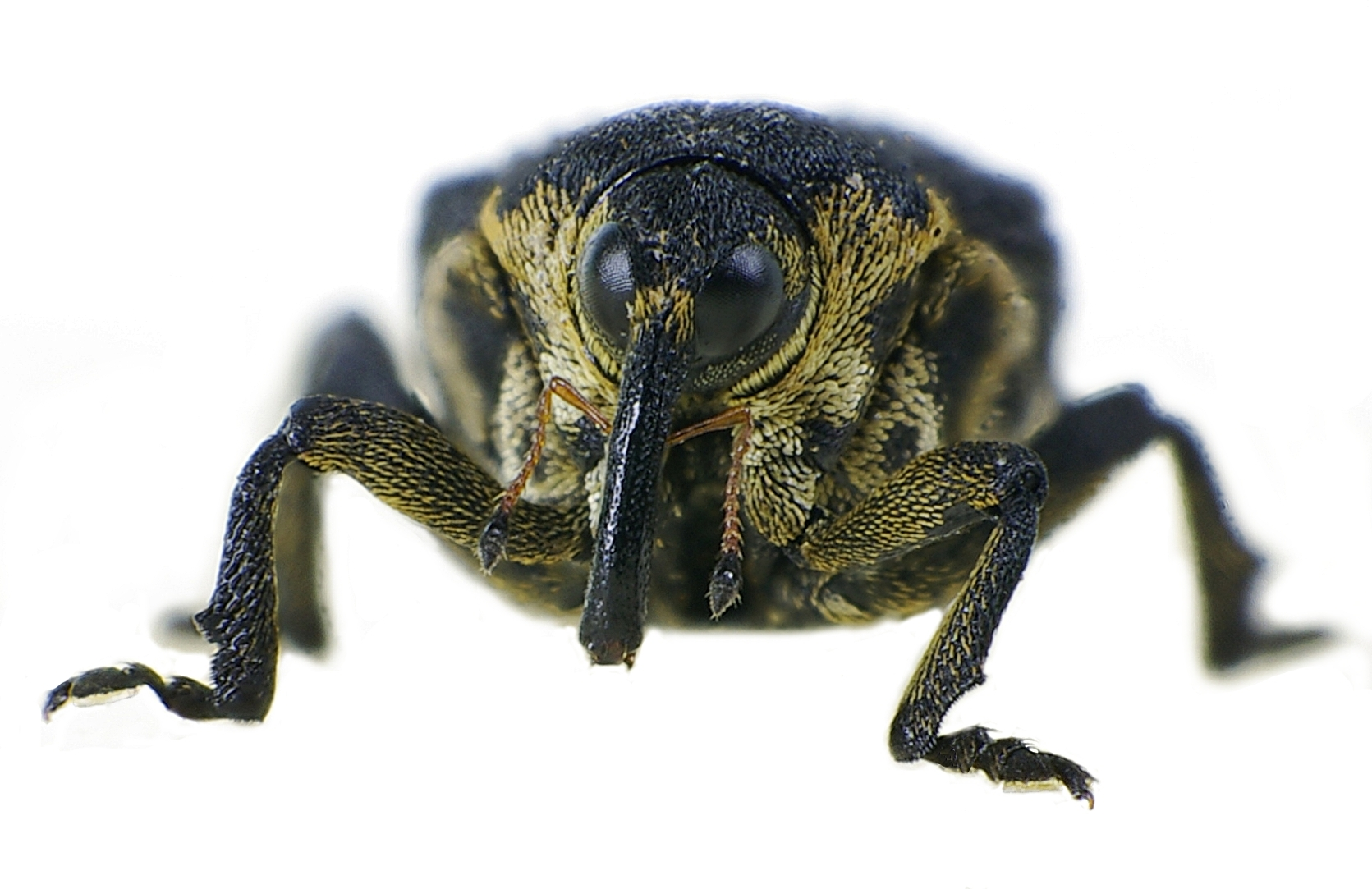